# Vibrio vulnificus
Vibrio vulnificus é uma espécie de bactéria gram-negativa que vive em ambientes marinhos. Ela está relacionada ao Vibrio cholerae (cólera) e sua infecção causa celulite e septicemia.
V. vulnificus, foi relatado pela primeira vez em 1976 como víbrio lactose-positivo. Vulnificus significa causador de feridas, o que reflete a habilidade do microorganismo em invadir e destruir tecidos. O microorganismo é, portanto, associado com infecções que originam feridas e septicemias fatais. Os sintomas típicos da doença alimentar causada por
V. vulnificus são febre, tremores, náuseas e lesões na pele. O início dos sintomas ocorre cerca de 24 horas (a partir de 12 horas até vários dias) após a ingestão de frutos do mar crus contaminados (especialmente ostras) por pessoas vulneráveis. Os indivíduos mais suscetíveis às infecções incluem idosos, pessoas imunocomprometidas e aqueles que sofrem de distúrbios crônicos do fígado e de alcoolismo crônico. O microorganismo difere dos outros víbrios patógenos, uma vez que invade e se multiplica na corrente sanguínea. A mortalidade ocorre em 40% a 60% dos casos.
O microorganismo V. vulnificus é altamente invasivo e produz diversos fatores que o protegem do sistema imunológico do hospedeiro, incluindo um fator de sororesistência, um polissacarídeo capsular e a habilidade de adquirir ferro pela transferrina ferrossaturada. Produz diversas exoenzimas, incluindo a termoinstável hemolisina ou citolisina e a protease elastolítica, a qual, provavelmente, causa os danos celulares.
O V. vulnificus é isolado a partir de moluscos e águas litorâneas. É raramente isolado de águas do mar com temperaturas inferiores a 10ºC a 15ºC, mas os números aumentam quando a temperatura da água é superior a 21ºC. A principal rota de infecção é a ingestão seguida de feridas e septicemia. Não é uma causa significativa de doenças alimentares entre adultos saudáveis. Portanto, a principal forma de prevenção é evitar o consumo de moluscos crus, em particular ostras, por indivíduos imunocomprometidos. O isolamento de qualquer espécie de Víbrio a partir de alimentos cozidos indica práticas de higiene inadequadas, pois os microorganismos são rapidamente destruídos pelo calor.

## Sintomas
O vulnificus é contraído após a ingestão de frutos do mar contaminados, como as ostras e caranguejos. Seus sintomas incluem vômitos, diarreia, dor gástrica e dermatite, que se confunde com pênfigo. Imunodeprimidos com a bactéria podem morrer com sintomas graves.
Em alguns casos, a bactéria pode levar indivíduos ao óbito em poucos dias. Há relatos de morte 28 horas pós-infecção.

## Tratamento
O tratamento não é específico mas cefalosporinas e tetraciclina são as melhores formas de tratamento.[carece de fontes?]